# Dignaga
Dignaga (* ca. 480; † 540) war ein indischer Logiker. Neben seinem Lehrer Vasubandhu und Dharmakirti zählt Dignaga zu den einflussreichsten Autoren von Pramana-Literatur innerhalb des Mahayana-Buddhismus. Die bekanntesten Werke Dignagas sind sein Hetuchakra („Rad der Gründe“) und sein Pramanasamuccaya (tib.: tshad ma kun las btus pa). 
Siehe auch: Indische Logik